# Sclerolobium paniculatum

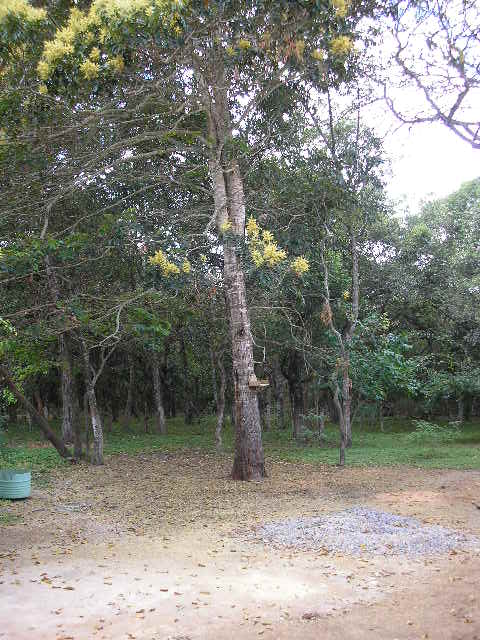
Árvore.

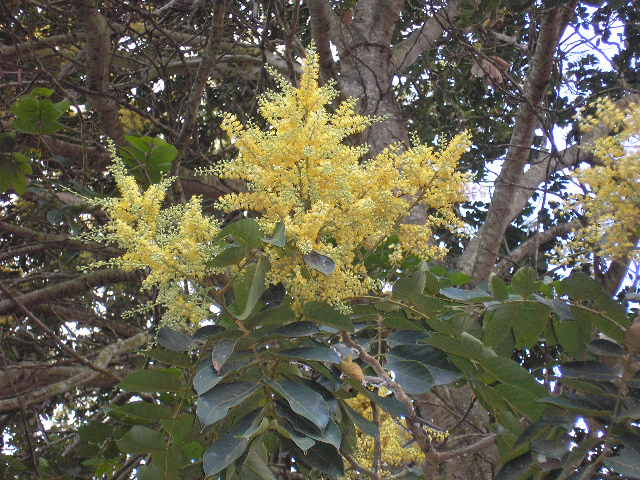
Flor.

O carvoeiro (Sclerolobium paniculatum) é uma árvore da família das Fabaceae, conhecida por diversos nomes comuns (taxi branco, ajusta contas, angá, arapaçu, cachamorra, cangalheiro, carvão de ferreiro, carvoeira, carvoeiro do cerrado, jacarandá canzil, mandinga, paáariúva, passuaré, pau pombo, taxi branco de terra firme, taxi branco do flanco, taxi pitomba, taxirana, taxirana do cerrado, taxizeiro branco, tinguizão velame, tinguizão veludo). Encontra-se distribuída em diversos estados do Brasil, em floresta semidecídua, amazônica (terra-firme) e cerrado.
A floração ocorre entre Dezembro e Abril e a frutificação entre Abril e Maio (no Pará, em Dezembro). As flores são lanceoladas, de cor amarelo-esverdeada, aromáticas, possuindo cinco pétalas e uma estrutura em cacho, reunindo-se em panículas terminais que podem chegar aos quarenta centímetros de comprimento. A frutificação resulta em sâmaras, com sementes de forma carnúncula, oblonga e alongada, superfície lisa e cor amarela-esverdeada.
A folha é composta, de estrutura imparipinada, com quatro a sete pares de folíolos.
A madeira de carvoeiro, de densidade 0,65, tem aplicação na construção e no fabrico de carvão vegetal. A árvore é usada em paisagismo e na arborização de espaços urbanos.